# Hampton (Iowa)
Pour les articles homonymes, voir Hampton.
La ville de Hampton est le siège du comté de Franklin, dans l’État de l’Iowa, aux États-Unis. Sa population s’élevait à 4 461 habitants lors du recensement de 2010, estimée à 4 239 habitants en 2016.

## Personnalités liées à la ville
- L’amiral William Leahy est né à Hampton en 1875.
- Jack Bailey (1907–1980) acteur [1]
- Tom Latham (né en 1948) politicien [2]
- Thomas J.B. Robinson (1868–1958) politicien [3]